# Křižovatka Poleg
Křižovatka Poleg (hebrejsky מחלף פולג‎) je mimoúrovňová křižovatka, která spojuje dálnici číslo 2 vedoucí podél pobřeží se silnicí číslo 553 a jižním vjezdem do Netanje.

## Popis
Křižovatka je postavena na ulici Sderot Ben Gurion (bulvár Ben Guriona). Je pojmenována podle vádí Nachal Poleg, které protéká jižně od ní. Byla postavena na počátku 70. let 20. století, aby umožnila vjezd do čtvrti Kirjat Nordau. Provoz na ní byl zahájen v září 1975. Spojuje jižní části Netanji Kirjat Nordau, přírodní rezervaci ha-Irusim, Ramat Poleg a Ir Jamim s obchodním a technologickým parkem Sapir a navazuje na silnici 553, která vede do Even Jehuda. V prvních letech se jí říkalo křižovatka Abir, podle továrny Abir, která se nacházela nedaleko.
Průjezd mezi silnicemi probíhá pomocí dvou ramp a světelné signalizace. Křižovatka kombinuje rampy křižovatky kosodélníkového typu a čtyřlístkového. V průběhu let došlo k poškození mostu kvůli jeho poměrně malé výšce oproti běžným zvyklostem, a proto byla na křižovatce provedena rekonstrukce, která zahrnovala zpevnění mostu a rozšíření nájezdové rampy z jihu na sever.
V rámci městského projektu se začaly osvětlovat křižovatky a mosty ve městě LED. Označení mostů mělo pomoci identifikovat hlavní vjezdy do města.
V květnu 2022 se plánuje zahájení přibližně šestiměsíční rekonstrukce křižovatky. Na konci prací by měla na křižovatce přibýt cyklostezka a stezka pro pěší.